# Proterato
Proterato is een geslacht van weekdieren uit de klasse van de Gastropoda (slakken).

## Soorten
- † Proterato awamoana Schilder, 1933
- Proterato denticulata (Pritchard & Gatliff, 1901)
- † Proterato dubia (Hutton, 1873) †
- Proterato hindlei (Ladd, 1977)
- Proterato lachryma (Gray, 1832)
- † Proterato neozelanica (Suter, 1917) †
- † Proterato pliocenica C. A. Fleming, 1943 †
- Proterato pulcherrima Fehse, 2015
- Proterato pura (Kuroda & Habe, 1971)
- Proterato renkerorum Fehse, 2015
- † Proterato waiauensis (Laws, 1935) †

### Nomen dubium
- Proterato pygmaea Schilder, 1933

### Synoniemen
- Proterato (Cypraeerato) Schilder, 1933 => Cypraeerato Schilder, 1933
- Proterato (Sulcerato) Finlay, 1930 => Sulcerato Finlay, 1930
- Proterato (Sulcerato) limata Ma, 1994 => Hydroginella limata (Ma, 1994)
- Proterato bimaculata (Tate, 1878) => Cypraeerato bimaculata (Tate, 1878)
- Proterato boucheti Drivas & Jay, 1986 => Cypraeerato boucheti (Drivas & Jay, 1986)
- Proterato callosa (Adams & Reeve, 1850) => Hespererato scabriuscula (Gray, 1832)
- Proterato capensis Schilder, 1933 => Eratoena sulcifera (Gray in G. B. Sowerby I, 1832)
- Proterato gemma (Bavay, 1917) => Eratoena gemma (Bavay, 1917)
- Proterato geralia C. N. Cate, 1977 => Cypraeerato geralia (C. N. Cate, 1977)
- Proterato limata Ma, 1994 => Hydroginella limata (Ma, 1994)
- Proterato olivaria (Melvill, 1899) => Eratopsis olivaria (Melvill, 1899)
- Proterato recondita (Melvill & Standen, 1903) => Sulcerato recondita (Melvill & Standen, 1903)
- Proterato rehderi Raines, 2002 => Hespererato rehderi (Raines, 2002)
- Proterato sandwichensis (G. B. Sowerby II, 1859) => Eratoena sandwichensis (G. B. Sowerby II, 1859)
- Proterato stalagmia C. N. Cate, 1975 => Cypraeerato stalagmia (C. N. Cate, 1975)
- Proterato sulcifera (Gray in G. B. Sowerby I, 1832) => Eratoena sulcifera (Gray in G. B. Sowerby I, 1832)
- Proterato tomlini Schilder, 1933 => Sulcerato tomlini (Schilder, 1933)